# 弗兰·柯比
弗兰·柯比（英語：Fran Kirby，1993年6月29日—），英国女子足球运动员。她曾代表英格兰代表队参加2015年和2019年国际足联女子世界杯，其中2015年世界杯获得季军，2019年世界杯获得第四名。

## 榮譽
車路士
- 英格蘭女子足球超級聯賽：2015、Spring Series、2017–18、2019–20、2020–21、2021–22、2022–23、2023–24
- 英格蘭女子足總盃: 2014–15,[2] 2017–18,[3] 2020–21,[4] 2021–22, 2022–23
- 英格蘭女子足球聯賽盃: 2019–20,[5] 2020–21[6]
- FA Women's Community Shield: 2020[7]
- 歐洲女子冠軍聯賽亞軍：2020–21[8]

英格蘭
- FIFA Women's World Cup: third place 2015[9]
- 欧洲女子足球锦标赛：2022[10]